# Christian Atsu
Christian Atsu Twasam (Ada Foah,  10. siječnja 1992. – Antakya, oko 6. veljače 2023.; smrt potvrđena 18. veljače) bio je ganski nogometaš i reprezentativac koji je igrao na poziciji krila. Poginuo je od posljedica potresa koji je zahvatio Tursku i Siriju 6. veljače 2023.
Nogometnu karijeru započeo je u ganskom klubu Feyenoord Fetteh te je u rodnoj državi još igrao za West African Football Academy i Cheetah. Godine 2009. prešao je u Porto te je kasnije bio posuđen portugalskom klubu Rio Ave.
Godine 2013. prešao je iz Porta u Chelsea za 3,5 milijuna funti. S Chelseajem je potpisao petogodišnji ugovor. Bio je igrač Chelseaja do 2017., no nikada nije zaigrao za klub, već je bio posuđen Vitesseu, Evertonu, Bournemouthu, Málagi i Newcastle Unitedu.  
Newcastle United otkupio je Atsua od Chelseaja za 6,2 milijuna funti te je Atsu potpisao četverogodišnji ugovor sa svojim novim klubom. Atsu je 2021. postao slobodan igrač nakon isteka ugovora. Potom je postao igračem saudijskog kluba Al-Raed.
Dana 6. rujna 2022. Atsu je s turskim prvoligaškim klubom Hataysporom potpisao jednogodišnji ugovor uz mogućnost produljenja na još jednu godinu. Za Hatayspor je sveukupno odigrao tri ligaške utakmice i jednu u kupu. Dana 5. veljače 2023. Hatayspor je na domaćem terenu igrao ligašku utakmicu protiv Kasımpaşe, a Atsu je u sedmoj minuti sudačke nadoknade postigao gol za konačnih 1:0. To mu je bio jedini gol u dresu Hatayspora.
Idući dan, 6. veljače 2023., potres magnitude 7,8 Mw zahvatio je Tursku i susjednu Siriju. Od posljedica potresa poginulo je preko 50.000 ljudi, uključujući Atsua čije je tijelo pronađeno 18. veljače, dvanaest dana nakon potresa.